# Rosa primula
Rosa primula es una especie de planta del género Rosa, de la familia Rosaceae.

## Taxonomía
Rosa primula fue descrita por Boulenger en 1936.

## Distribución
Se encuentra en el territorio de China central.